# Żelisława
Żelisława – staropolskie imię żeńskie; żeński odpowiednik imienia Żelisław. Znaczenie imienia: "pragnąca sławy".
Żelisława imieniny obchodzi 29 stycznia, 23 lipca, 24 listopada.